# Navalmoralejo
Navalmoralejo è un comune spagnolo di 70 abitanti situato nella comunità autonoma di Castiglia-La Mancia.